# 環十三烷
環十三烷（Cyclotridecane）是13個碳的环烷烃，化學式為{\displaystyle {\ce {C13H26}}}。它可以环十二酮和氰乙酸乙酯为原料经多步反应制得；它也可以双环戊酮环己酮三过氧化物为原料反应得到。